# Kenneth White

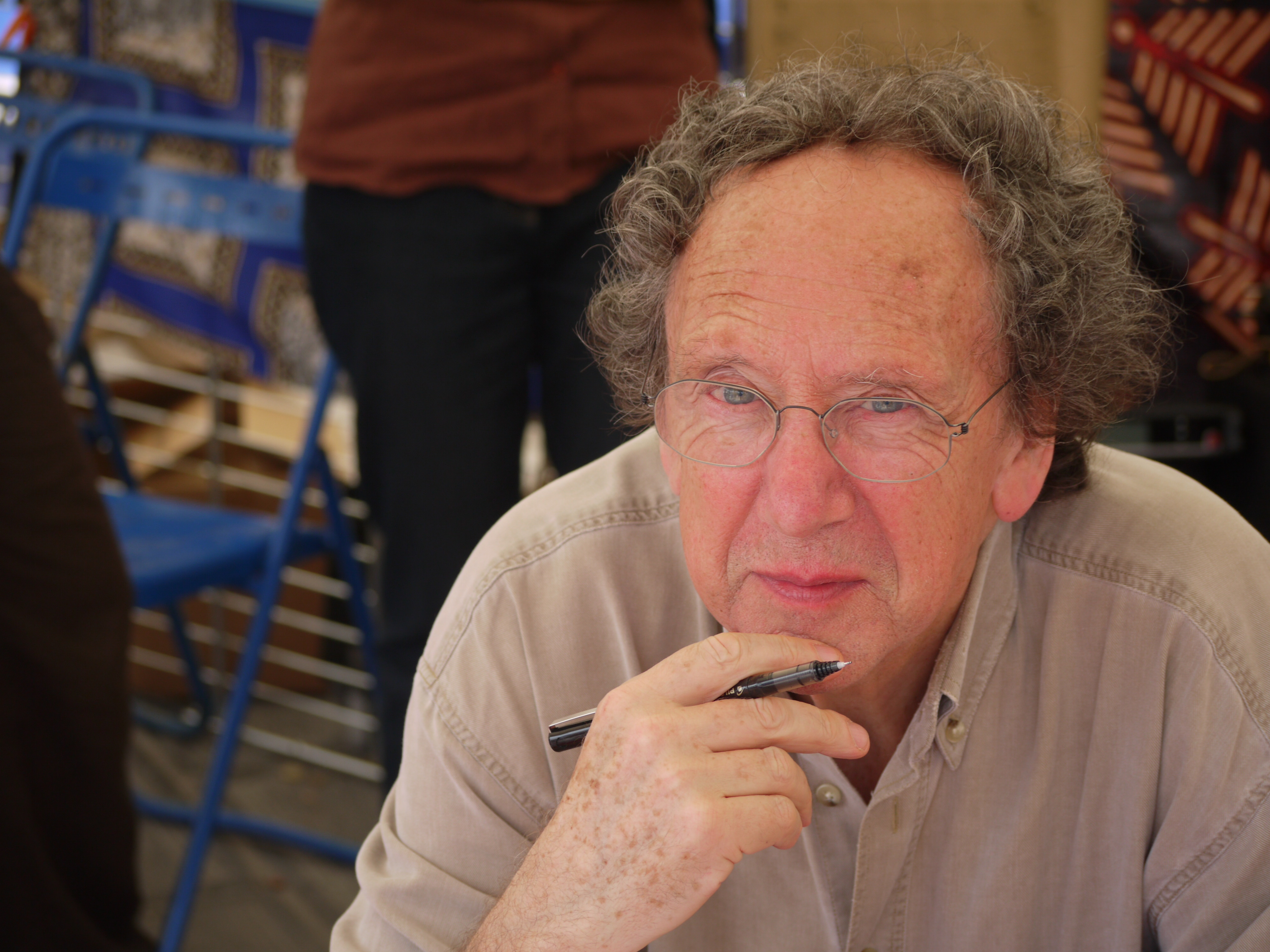
Kenneth White

Kenneth White (Glasgow, 28 april 1936 – Trébeurden, 11 augustus 2023) was een in Frankrijk woonachtige Schotse dichter, schrijver en wetenschapper.
De natuur heeft een centrale plaats in het werk van White.
In 1989 richtte hij het Internationale Instituut voor Geopoëzie op.
White doceerde aan diverse universiteiten.
White overleed op 87-jarige leeftijd in zijn "getijdenhuis".